# Verrucispora smilacis
Verrucispora smilacis är en svampart som först beskrevs av G.P. Agarwal, och fick sitt nu gällande namn av McKenzie 1982. Verrucispora smilacis ingår i släktet Verrucispora och familjen Mycosphaerellaceae.   Inga underarter finns listade i Catalogue of Life.